# 武田華恋
武田 かれん（たけだ かれん、6月7日 - ）は、日本のレースクイーン、モデル、通訳。東京都出身。所属事務所は(株)ラブリリーブレス。

## 人物・来歴
日本人と中国人のハーフのB型。女子大出身。モデル、グラビアアイドル、レースクイーン。
現在、中国NO.1配信サイト闘魚で配信しており、フォロワー350万人を超える。
中国人が好きなグラビアアイドル人気投票(百度グラドル人気投票)でも第3位を獲得している。
TikTok(抖音)フォロワー数60万人。
また、2021年2月に健康管理士の資格を取得している。
- 特技：中国語、ポールダンス
- 好きなもの：お酒、激辛料理
- チャームポイント：お尻
- 合い言葉：おつかれん

## レースクイーン
- 2014年 スーパーGT 沖縄IMPレーシングチーム　プラネックスガール（相方：藤堂エミリ）[1]
- 2015年 スーパーGT RUNUP SPORTS エンジェルズ（他メンバー：いとうりな、鵜月ひかり、本多貴奈）[2]
- 2015年 ランボルギーニ ブランパン スーパートロフェオ アジアシリーズ レースクイーン 23号車（Rd.1/Rd.2 富士スピードウェイ）
- 2015年 GT Asia Bentley Team Absolute Race Queen 77号車（Rd.3/Rd.4 岡山国際サーキット）（Rd.5/Rd.6 富士スピードウェイ）
- 2016年 スーパーGT RUNUP Group with DOSE ペイビットエンジェルス ペイビットガール（他メンバー：如月くるみ、望月さとみ、今井えり、桐谷流華、生田ちむ）

## 出演

### テレビ・WEB
- NHK BSプレミアム「女神ビジュアル」（モデル）
- 日本テレビ
  - 「イケメン美女と過ごす夜」
  - 「月曜から夜ふかし」（イメージシーン）
- マイスマTV「青山めぐのロックオンRQ!」
- アメスタ「武田華恋のかれんなる12日間♡」
- マシェリバラエティ
  - 「週刊大衆・週刊大衆ヴィーナス2誌表紙争奪バトル」
  - 「ぶんか社EX MAX インカメ☆アイドル」
- DAM「DAMグラカラ」（～2016/6/9）
- AbemaTV FRESH!
  - 「武田華恋×望月さとみ×チゲ鍋メシテロ嬢 #37」
  - 「中澤隆範のドラゴンスープレックス！」
- 「第1回カラーグラビア出演争奪バトル」

### イベント・モデル等
- 東京オートサロン
- 大阪オートメッセ
- 名古屋オートトレンド
- CP+
- ボートショー
- AnimeJapan
- モーターサイクルショー
- ニコニコ超会議
- 東京ゲームショウ
- 東京モーターショー
- フレックスガール
- でちゃう！ガールズ
- クエルボガール

### リリース
- 1st DVD『カレンダー』武田華恋（2015/9/22 MASTER）